# Legói csata
2015. június 26-án az al-Shabaab milicistái megtámadták az Afrikai Unió Szomáliai Missziójának egyik bázisát Szomáliában Lego környékén, és több mint 70 katonát megöltek, a bázist pedig sikeresen elfoglalták.A nagyjából 100 burundi katonából álló különítményt autóba rejtett bombákkal, géppuskákkal és vállról indítható rakétákkal támadták meg. .
A Mail & Guardian jellemzése szerint ez volt „a felkelők éves ramadáni harci szezonjának az utolsó támadása.” A jelentések szerint a támadás túlélőit a felkelők a táborban lefejezték.
A jelentések szerint Szomália és az AMISOM csapatai június 28-án visszafoglalták a támaszpontot és a várost is, mikor is az al-Shabab ellenállás nélkül kivonult a területről, de előtte a foglyokkal együtt lefejezték a helyi biztonsági albiztost.